# Kluček (Ralská pahorkatina)
Kluček (304 m n. m.), též Klůček, je návrší v okrese Česká Lípa Libereckého kraje. Leží asi 1 km severně od města Doksy na příslušném katastrálním území.

## Popis vrchu

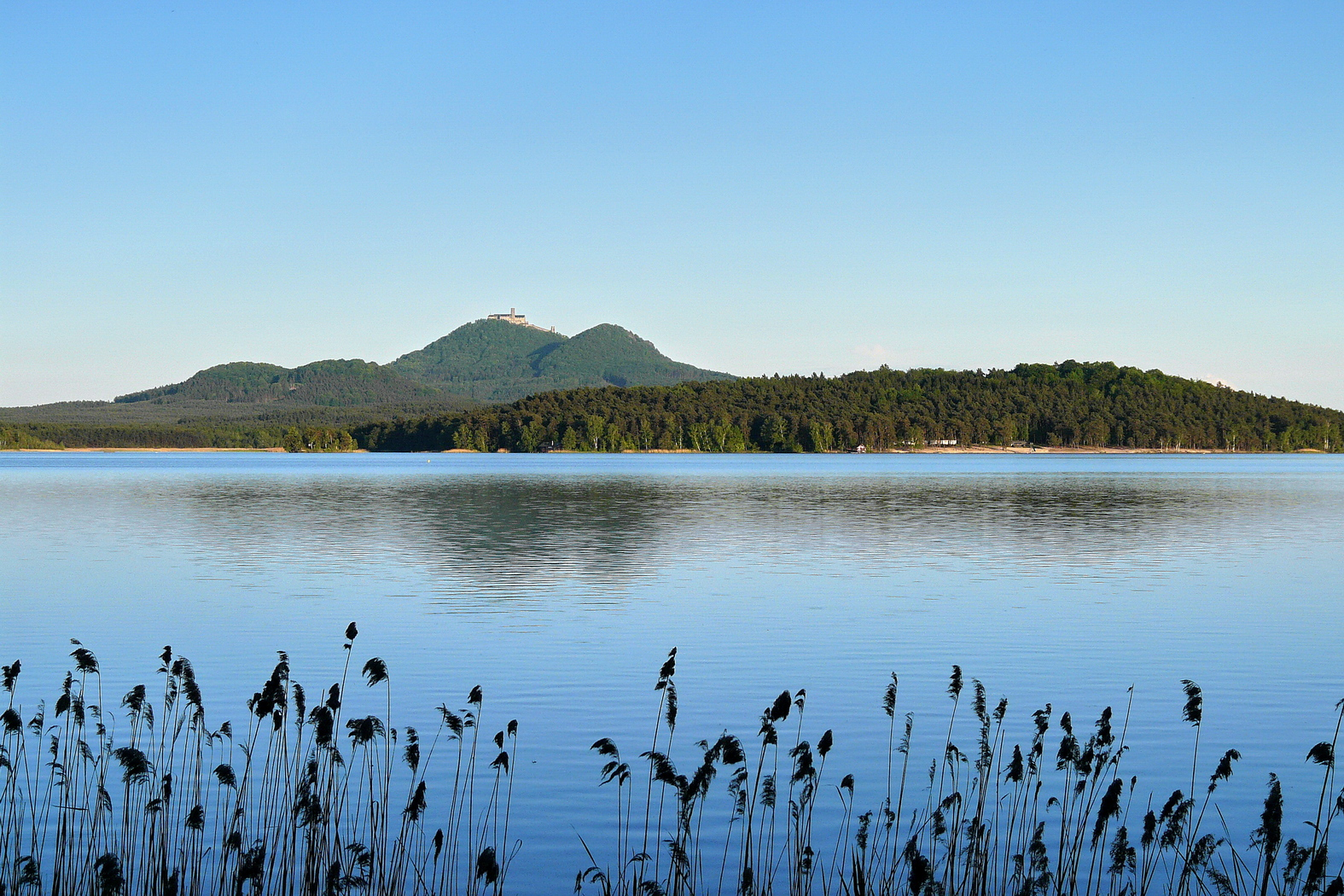
Máchovo jezero, Kluček, Slatinné vrchy, Bezdězy

Je to nízká neovulkanická kupa tvořená trojitým tělesem čedičovité horniny (sodalitit, nefelinit, bazaltoid) procházející skrz okolní svrchnokřídové křemenné pískovce. Tělesa vytvořila tři dílčí vrcholy. Návrší tvoří poloostrov na jihu Máchova jezera mezi Dokeskou a Břehyňskou zátokou. Řídce se zde vyskytují pískovcové skalky. Břehy poloostrova jsou využívány jako pláž. Na východně je kemp. Vrcholy jsou zcela zalesněny výše listnatým, níže jehličnatým lesem.

## Stopy lidské činnosti
Na Klučku se dochovaly terénní nerovnosti nejasného původu. Podle lidové tradice jde o zbytky valů a příkopů po zaniklé středověké tvrzi. Podle novějších výzkumů jsou to mnohem mladší stopy po dobývání železné rudy z 18. století nebo stopy po vinohradu a letním šenku z počátku 19. století.

## Geomorfologické zařazení
Vrch náleží do celku Ralská pahorkatina, podcelku Dokeská pahorkatina, okrsku Jestřebská kotlina a podokrsku Okenská pahorkatina.

## Přístup
Vrch je snadno dostupný z Doks: z východního kempu či od jihu po lávce přes Dokeskou zátoku. Po lávce a pak jižním úbočím kopce vede naučná stezka Swamp. Východně, v Břehyňské zátoce, je národní přírodní památka Swamp.